# 부기 나이트
《부기 나이트》(영어: Boogie Nights)는 1997년 공개된 미국의 드라마 영화이다.

## 출연

### 주연
- 마크 월버그
- 줄리안 무어
- 돈 치들
- 헤더 그레이엄
- 루이스 구즈만
- 필립 베이커 홀
- 필립 세이모어 호프만
- 토마스 제인
- 리키 제이
- 윌리암 H. 머시
- 알프리드 몰리나
- 니콜 아리 파커
- 존 C. 라일리
- 버트 레이놀즈
- 로버트 리젤리
- 멜로라 월터스

### 조연
- 니나 하틀리
- 잭 월래스
- 마이클 제이스
- 존 도
- 조안나 글리슨
- 로렐 홀로먼
- 조나단 퀸트
- 스탠리 드산티스

## 기타
- 프로듀서: 마이클 드 루카
- 프로듀서: 린 해리스
- 공동제작: 다니엘 루피
- 미술: 밥 지엠비키
- 세트: 샌디 스트러스
- 의상: 마크 브릿지
- 분장부문: 하워드 버거
- 분장부문: 수잔 디아즈
- 분장부문: 가렛 임멜
- 분장부문: 루이스 키스
- 분장부문: 로버트 커츠먼
- 분장부문: 로버트 매버릭
- 분장부문: 그레고리 니코테로
- 분장부문: 린 로저스
- 분장부문: 존 본 링너
- 분장부문: 글로리아 파스쿼 캐스니
- 분장부문: 솔리너 타브리지
- 배역: 크리스틴 쉑스
- 프로덕션매니저: 다니엘 P. 콜린스
- 프로덕션매니저: 칼라 프라이
- 프로덕션매니저: 다니엘 루피